# Polevsko
Polevsko település Csehországban, Česká Lípa-i járásban. Polevsko Okrouhlá, Prysk, Kytlice, Svor és Nový Bor településekkel határos. Lakosainak száma 431 fő (2024. január 1.).

## Népesség
A település lakosságának változását az alábbi diagram mutatja:
| Lakosok száma | 1422 | 1311 | 1112 | 465  | 470  | 364  | 392  | 419  | 445  | 431  |
|               | 1869 | 1900 | 1921 | 1961 | 1980 | 2011 | 2016 | 2019 | 2021 | 2024 |